# A Gifted Man
A Gifted Man ist eine US-amerikanische Fernsehserie mit Patrick Wilson und Jennifer Ehle in den Hauptrollen, konzipiert von Susannah Grant. Sie wurde von 2011 bis 2012 von den CBS Television Studios in Zusammenarbeit mit Timberman-Beverly Productions für den US-Sender CBS produziert. Die Serie handelt von dem talentierten, aber egozentrischen, Neurochirurgen Michael Holt, der von seiner verstorbenen Ex-Frau Anna Lebensratschläge erhält. In den USA erfolgte die Erstausstrahlung am 23. September 2011 bei CBS.

## Handlung
Michael Holt ist ein talentierter, aber egozentrischer Neurochirurg in einem exklusiven New Yorker Krankenhaus. Er lebt, aufgrund der vermögenden Kunden, die er behandelt, ein komfortables und wohlhabendes Leben, ist aber dennoch nicht mit sich zufrieden. Dieses Leben wird auf den Kopf gestellt, als er Besuch von seiner Ex-Frau Anna bekommt, denn diese ist vor zwei Wochen bei einem Autounfall ums Leben gekommen. Anna war Leiterin eines Krankenhauses für Arme.
Daraufhin zweifelt Michael, als Mann der Wissenschaft, an seinem Verstand. Michaels Schwester Christina ist eine alleinerziehende Mutter, die sich um ihren schwierigen Teenager-Sohn Milo kümmert. Sie glaubt an das Übernatürliche und ist besessen von der Idee, dass Anna wieder in Michaels Leben ist. Als Anna Michael bittet, ihre Klinik für arme Menschen weiterzuführen, trifft er Autumn, die dort als Freiwillige arbeitet. Berührt von den Bedürftigen entschließt sich Michael, seine Haltung gegenüber den Armen und Reichen zu ändern.

## Produktion
Nachdem Susannah Grant zum Jahresanfang 2011 ihr damals noch titelloses Serienprojekt beim Sender CBS unterbringen konnte, orderte dieser auch gleich die Produktion einer Pilotfolge. Jonathan Demme (Das Schweigen der Lämmer) wurde neben Grant als Executive Producer engagiert. Mit der Verpflichtung von Patrick Wilson in der Rolle des Protagonisten Michael Holt begann Mitte Februar 2011 das Casting. Im März 2011 stießen zunächst Jennifer Ehle, Afton Williamson, Julie Benz und S. Epatha Merkerson zur Serie. Ende März 2011 wurde Merkerson jedoch durch Margo Martindale ersetzt. Die Produktion zur Pilotfolge begann Anfang April 2011 und wurde Ende desselben Monates beendet. Im Mai 2011 gab der Sender CBS der Serie grünes Licht und orderte zunächst 13 Episoden. Im Juni 2011 wurde Pablo Schreiber zum Hauptdarsteller befördert, nachdem er in der Pilotfolge nur als Gastdarsteller aufgeführt wurde. Anfang Juli 2011 stieß dann noch Rachelle Lefèvre als Kate Sykora zur Besetzung.
Obwohl die Einschaltquoten der Serie schon seit der ersten Episode relativ gering waren, gab CBS im November 2011 drei weitere Episoden zur Serie in Auftrag. Die Absetzung der Serie wurde am 10. Mai 2012 bekanntgegeben.

## Besetzung
| Rollenname           | Schauspieler/in  | Synchronsprecher/in | Kurzbeschreibung                                                                                           |
| -------------------- | ---------------- | ------------------- | --- |
| Dr. Michael Holt     | Patrick Wilson   | Markus Pfeiffer     | Ein talentierter, egozentrischer Neurochirurg, der von seiner verstorbenen Ehefrau Lebensratschläge erhält |
| Anna Paul            | Jennifer Ehle    | Sabine Arnhold      | Michaels verstorbene Ex-Frau, die ihm nun aus dem Jenseits Lebensratschläge gibt                           |
| Rita Perkins-Hall    | Margo Martindale | Regina Lemnitz      | Michaels Assistentin                                                                                       |
| Christina Holt       | Julie Benz       | Antje von der Ahe   | Michaels Schwester und Mutter von Milo                                                                     |
| Milo                 | Liam Aiken       |                     | Christinas Teenager-Sohn und Michaels Neffe                                                                |
| Anton Little Creek   | Pablo Schreiber  | Martin Kautz        | Ein Schamane und Geistheiler, der Michael hilft seine überirdischen Erfahrungen zu verstehen               |
| Dr. Kate Sykora      | Rachelle Lefèvre | Daniela Hoffmann    | Eine Doktorin, die in Annas Klinik arbeitet und später deren Direktorin wird                               |
| Autumn               | Afton Williamson | Julia Kaufmann      | Eine Freiwillige, die in Annas Klinik arbeitet                                                             |
| Dr. Zeke Barnes      | Rhys Coiro       | Tobias Nath         | Ein Doktor, der in Annas Klinik arbeitet                                                                   |
| Edward „E-Mo“ Morris | Eriq La Salle    | Michael Iwannek     | Ein Psychiater und Neurologe in Michaels Klinik                                                            |
| Victor Lantz         | Mike Doyle       | Robin Kahnmeyer     | Der Anästhesist in Michaels Klinik                                                                         |

## Ausstrahlung
Vereinigte Staaten
Nachdem A Gifted Man im Mai 2011 die Serienbestellung erhielt, wurde ein Serienstart für den 23. September 2011 genannt. Bei ihrer Premiere erreichte die Serie 9,45 Millionen Zuschauer und ein Rating von 1,4 bei der werberelevanten Zielgruppe. Mit diesen Zahlen, die in der zweiten Woche noch auf 8,18 Millionen Zuschauer und einem Rating von 1,2 fielen, galt die Serie schon ziemlich früh als absetzungsgefährdet. Zwar wurden im Laufe der Zeit die Quoten wieder leicht besser, es änderte sich aber nichts an der Tatsache, dass A Gifted Man quotenmäßig auch weiterhin die schlechteste Serie im CBS-Programm war. Das erste Staffelfinale, das zugleich das Serienfinale darstellt, wurde am 2. März 2012 ausgestrahlt.
Deutschland
Die deutschen Ausstrahlungsrechte hatte sich die ProSiebenSat.1 Media gesichert, wo eine Ausstrahlung ab dem 21. September 2012 bei Kabel eins erfolgte. Nach elf ausgestrahlten Episoden beendete Kabel eins die Ausstrahlung frühzeitig, da es zu wenige Zuschauer gab. Am 8. Januar 2014 begann der Pay-TV-Sender FOX die Serie auszustrahlen. Dabei zeigte er vom 12. bis zum 26. Februar 2014 auch die noch fehlenden fünf Episoden.

## Episodenliste
| Nr. | Deutscher Titel     | Originaltitel                      | Erstausstrahlung USA | Deutschsprachige Erstausstrahlung (D) | Regie              | Drehbuch                       |
| --- | ------------------- | ---------------------------------- | -------------------- | ------------------------------------- | ------------------ | ------------------------------ |
| 1   | Annas Geist         | Pilot                              | 23. Sep. 2011        | 21. Sep. 2012                         | Jonathan Demme     | Susannah Grant                 |
| 2   | Geschenktes Leben   | In Case of All Hell Breaking Loose | 30. Sep. 2011        | 28. Sep. 2012                         | Jonathan Kaplan    | Neal Baer & Daniel Truly       |
| 3   | Gefahr im Verzug    | In Case of Discomfort              | 7. Okt. 2011         | 5. Okt. 2012                          | Peter Werner       | Jonathan Green                 |
| 4   | Trennungsangst      | In Case of Separation Anxiety      | 14. Okt. 2011        | 12. Okt. 2012                         | Jonathan Kaplan    | Alison Tatlock                 |
| 5   | Kontrollverlust     | In Case of Loss of Control         | 21. Okt. 2011        | 19. Okt. 2012                         | David Platt        | Daniel Truly                   |
| 6   | Gedächtnisverlust   | In Case of Memory Loss             | 4. Nov. 2011         | 26. Okt. 2012                         | David Platt        | Lisa Melamed                   |
| 7   | Rasende Wut         | In Case of Exposure                | 11. Nov. 2011        | 2. Nov. 2012                          | Peter Werner       | Adam S. Simon                  |
| 8   | Alte Wunden         | In Case of Missed Communications   | 18. Nov. 2011        | 9. Nov. 2012                          | Donna Deitch       | Jonathan Greene                |
| 9   | Tollwut             | In Case of Abnormal Rhythm         | 2. Dez. 2011         | 16. Nov. 2012                         | Constantine Makris | Becky Mode                     |
| 10  | Vom Blitz getroffen | In Case of a Bolt from the Blue    | 6. Jan. 2012         | 23. Nov. 2012                         | John Coles         | Dawn DeNoon                    |
| 11  | Wiedergeburt        | In Case of (Re)Birth               | 13. Jan. 2012        | 30. Nov. 2012                         | Adam Bernstein     | Lisa Melamed & Alison Tatlock  |
| 12  | Verzweiflung        | In Case of Blind Spots             | 3. Feb. 2012         | 12. Feb. 2014                         | Peter Leto         | Zachary Lutsky                 |
| 13  | Rache               | In Case of Complications           | 10. Feb. 2012        | 19. Feb. 2014                         | Ed Ornelas         | Daniel Truly & Jonathan Greene |
| 14  | Halluzinationen?    | In Case of Co-Dependants           | 17. Feb. 2012        | 19. Feb. 2014                         | Eriq LaSalle       | Dawn DeNoon                    |
| 15  | Abschied            | In Case of Letting Go              | 24. Feb. 2012        | 26. Feb. 2014                         | Constantine Makris | Alison Tatlock & Lisa Melamed  |
| 16  | Herzversagen        | In Case of Heart Failure           | 2. März 2012         | 26. Feb. 2014                         | David Platt        | Neal Bear & Daniel Truly       |

## Rezeption
Bei Metacritic hat die Serie einen Metascore von 62/100, basierend auf 19 Rezensionen. Während eines frühen Reviews der Pilotfolge, lobte der HitFix-Kritiker Daniel Fienberg die Besetzung und Demmes Regieführung, obwohl er bezweifelte, dass die Serie ohne Demme immer noch so gut sei und die Handlung vorhersehbar werden könnte. David Hinckley von der New Yorker Daily News gab der Serie drei von fünf Sternen und sagte, dass die „gesamte Besetzung hier ihre Rollen sehr gut spielen würden, von Wilson bis zu den Nebendarstellern wie Emmy-Gewinnerin Margo Martindale als seine treue Assistentin, Rita. Ehle hat eine etwas schwierigere Rolle, macht sich darin aber gut. Es ist eine Serie, die etwas aussagen möchte. Nun braucht sie Zuschauer, die das hören möchten“. Die Los-Angeles-Times-Kritikerin Mary McNamara sagte, dass „die Serie mit wenigen kleinen Änderungen eine intelligente satirische Komödie sein könnte, aber sie nicht glaube, dass es das ist, was Grant vorhatte zu erschaffen“, und scherzte dabei über die kosmischen Überzeugungen und die zerrüttete Familie von Julie Benz’ Figur. Im Boston Globe verglich Matthew Gilbert die Serie mit Grey’s Anatomy und fügt hinzu, dass „[die Serie] das begrenzte und überstrapazierte Konstrukt überwinden muss um die Figuren frei von endlosen Debatten darüber, ob Anna wirklich ist oder nicht, darzustellen. Lasst die Schauspieler die Dramatik in mehr irdischen Sorgen finden. Ich denke sie sind dazu bereit“.
Auch bei den Filmpreiskritikern fand die Serie Beachtung, so wurde A Gifted Man bei den Saturn Awards 2012 als Best Network Television Series, als auch bei den People’s Choice Awards 2012 als Favorite New TV Drama nominiert. Der Schauspieler Austin Williams wurde ebenfalls bei den Young Artist Awards 2012 für seine Gastrolle in der Episode In Case of Exposure (Staffel 1, Episode 7) in der Kategorie Bester Gastdarsteller in einer Fernsehserie – zwischen 14 und 17 Jahren nominiert.